# Villa delle Sacca
Il complesso di Villa delle Sacca è un ex monastero della prima metà del XIII secolo, situato nel comune di Prato. Fino al 1784 vi era conservato il polittico di Andrea di Giusto (anticamente attribuito a Lorenzo Monaco), attualmente esposto al Museo di Palazzo Pretorio.
L'insediamento è formato da un'ala trasversale che costituisce il primitivo convento con resti di strutture in alberese e tracce di aperture medievali. Si nota anche l'ex chiesa con cappella addossata. Fu restaurata in parte negli anni settanta del Novecento.
Si trova sulla collina di Spazzavento ed è in completo stato di degrado.

## Storia

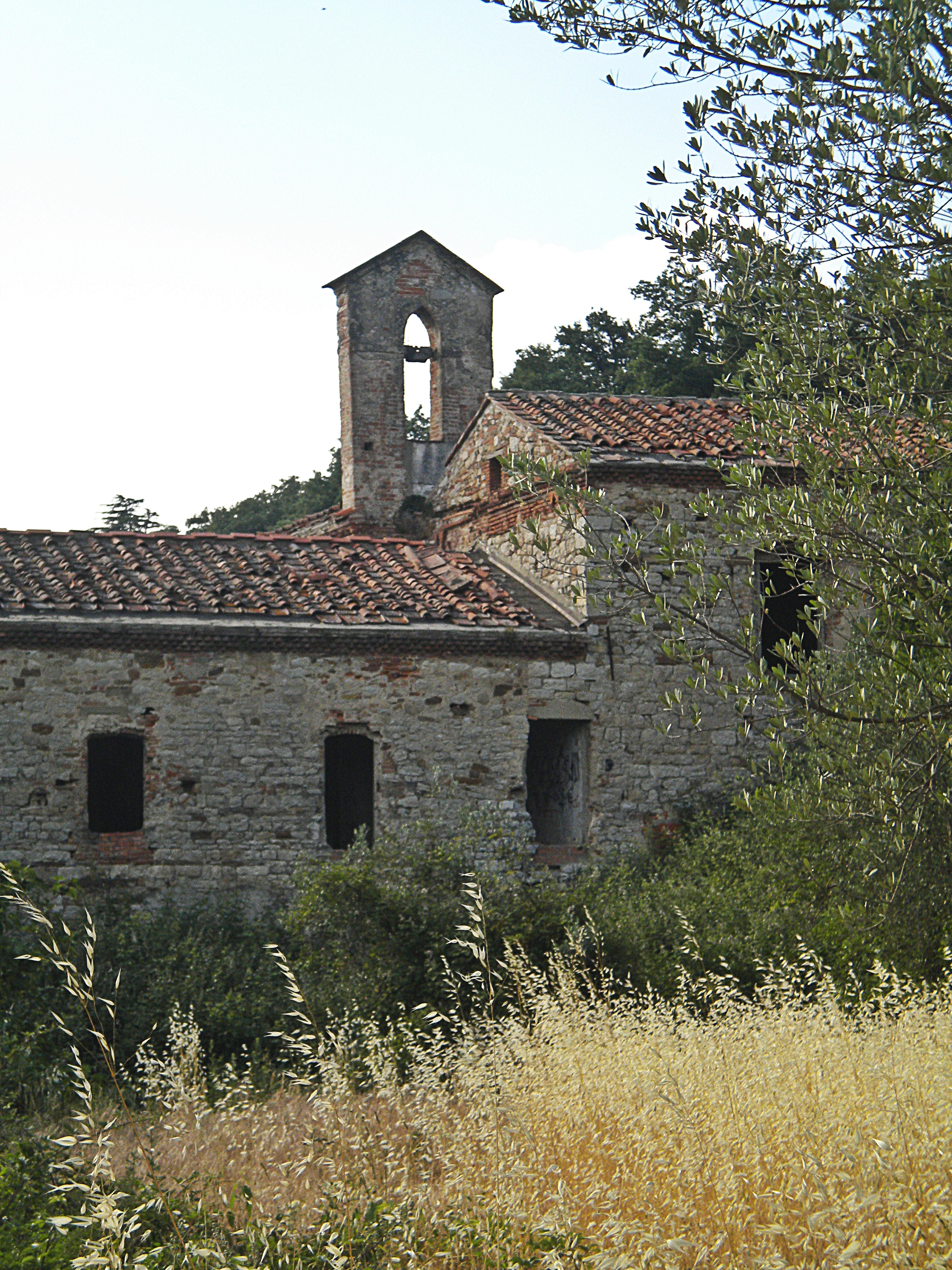
Veduta laterale dei ruderi

Risale al 1276 la probabile fondazione del Monastero di S. Maria a Gamberondoli. Le monache, dette anche "le insaccate", l'abitarono fino al 1390, quando lasciarono il Monastero e si trasferirono a Prato a Porta S.Giovanni.
Nel 1406 i Monaci olivetani ereditarono da un certo Messer Bartolomeo De' Franceschi da Pistoia e acquistarono, per 410 fiorini d'oro, il Monastero dalle donne di S. Margherita delle Sacca e iniziarono vari lavori al Monastero e alla chiesa che proseguirono fino al 1411.
Nel 1429, oltre a proseguire i lavori di arredo e di sistemazione della divenuta Badia di Monte UIiveto, fu realizzato il coro della chiesa. Dal 1545 al 1552 vengono effettuati lavori di sistemazione agli annessi agricoli.
Nel 1588 si registra un pagamento a Gianfranco Cottoli da Settignano per la realizzazione di una cappella nel Monastero che ora si chiama “Monastero di S. Bartolomeo delle Sacca”.
Nel 1635 si eseguono opere di imbiancatura alla loggia in volta, e nel 1640 vari lavori nello “spizio”.
Nel 1709 il chiostro risulta assai malandato e bisognoso di restauri.
Per tutto il XVIII secolo proseguono lavori vari di manutenzione e adeguamento del convento e della chiesa.
Quando il 26 giugno 1775 il Granduca Leopoldo dona al R. Convitto Cicognini i beni dell'Abbazia dei Monaci Olivetani di S. Bartolomeo delle Sacca, il loro monastero viene trasformato in sede di villeggiatura per i collegiali.
I monaci lasciano un interessante Codice Olivetano delle Sacca che contiene prevalentemente contratti di compere fatte dal Monastero, ma lasciano comunque intravedere la vita alacre e serena che i monaci vi conducevano. 
Il Codice Olivetano delle Sacca era in possesso del Comune di Prato; ma questo con deliberazione del 10 novembre 1910, lo permuta con un quadro di S. Antonio (pittura in legno dolce che si suppone opera di Filippo Lippi) posseduto dal Convitto Cicognini.
Dai documenti conservati presso l'Archivio storico del Cicognini di Prato emerge inoltre la fervida attività agricola che si conduceva in quell'epoca sui territori intorno alla Villa Le Sacca. Nel 1775 si ha una notevole raccolta dell'olio dai poderi Monsanti – Belvedere – Colombaia - S. Lucia - Torcicoda, tutti facenti parte del possesso del Monastero di S. Bartolomeo delle Sacca e poi naturalmente passati al Collegio Cicognini. Da un estratto dalla raccolta dalla Fattoria Le Sacca e dai poderi annessi dal 6 febbraio 1781 al 5 febbraio 1782 sappiamo che le specie agricole coltivate sono: grano, segalato, fave, vecce, orzola, vena gentile e canapa dal podere Colombaia. Dal 1776 iniziano i lavori per adattare il Monastero alla nuova destinazione e si hanno sostanziali modificazioni: il chiostro viene abbattuto e viene costruita la “scala grande”.
Si effettuano lavori al dormitorio e alla strada di accesso al monastero. L'antica sagrestia viene trasformata in oratorio.
Nel 1861 si effettuano le ultime trasformazioni e poi la Villa Le Sacca diverrà residenza estiva del Convitto Cicognini, anche se continuano i lavori di restauro e ammodernamento.
Infatti una lettera datata 30 giugno 1908 indirizzata dall'Uff. Regionale per la conservazione dei monumenti della Toscana all'I.mo sig. Presidente del R. Convitto Nazionale Cicognini avente per oggetto: Prato Ex Monastero delle Sacca-Scopertura di affreschi - comunica che “Le prime esplorazioni sulle pareti del refettorio palesarono subito la presenza di una elegante decorazione policroma a tergo della parete d'ingresso e l'affresco di una grande Crocifissione, solida per tecnica, notevole per la bontà della Mano che la condusse. I caratteri della prima metà del XV secolo vi spiccano nettamente. Una fascia a disegni geometrici incornicia la composizione. Nel centro campeggia la figura di Cristo; in basso a sinistra è la Vergine ammantata e dolente; a destra S. Giovanni. Due angioletti volanti, presso il costato trafitto del Signore, di qua e di là sotto i bracci della croce, fissano intenti quella agonia. Dai saggi fatti è da supporsi che molta parte del nudo di Cristo sia andata perduta per posteriore rintonacatura, e così dicasi del volto della Vergine e di quello di S. Giovanni; ma anche frammentaria la larga e buona composizione merita di essere completamente scoperta e ravvivata. Altri saggi sommarii nei costoloni dell'antico coro attestano la presenza di una decorazione non trascurabile a fondo rosso. Così dicasi degli spicchi della volta a crociera. Notevole è pure un quadrante in marmo sulla fronda della facciata, lavorato da maestro Nencio da Firenze nel 1409”.
Nel 1927 si effettuano lavori di sistemazione di tutti i locali del terzo piano e un magazzino viene trasformato in camerata.

## Persone legate a Villa delle Sacca

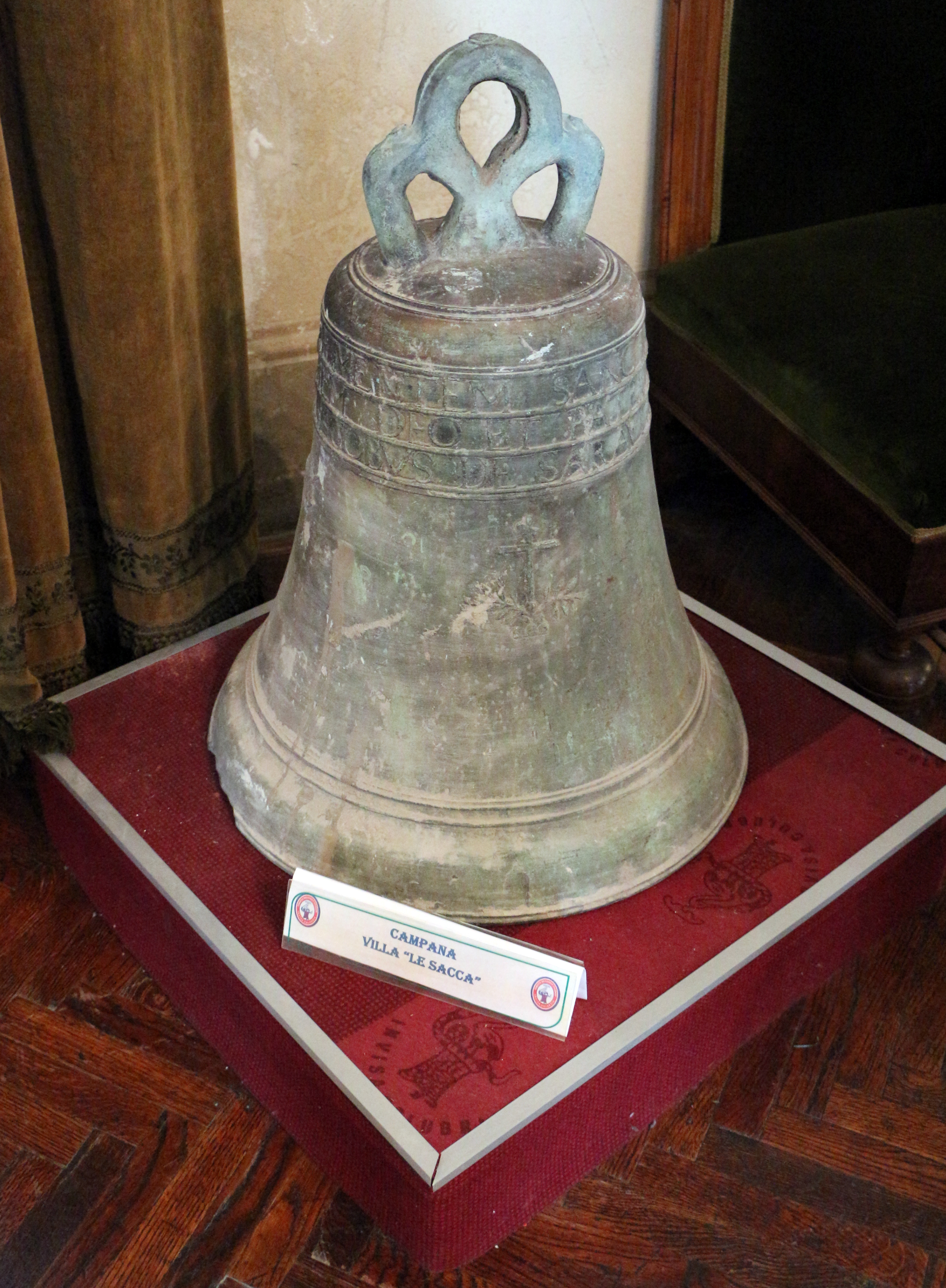
Campana proveniente da Le Sacca oggi custodita del Convitto Cicognini

Alcuni degli ospiti della residenza estiva del Convitto Cicognini divennero poi uomini illustri.
Gabriele D'Annunzio arrivò al Cicognini di Prato il 1º gennaio 1874 e ripartì nel luglio del 1881, anno nel quale si trasferì a Roma. La Villa Le Sacca vide le estati della sua fanciullezza. Sappiamo che come
convittore era piuttosto indiscplinato; probabilmente questi luoghi, i suoni che
provenivano dall'ambiente circostante lo ispirarono, e gli fecero poi scrivere:
(Il compagno dagli occhi senza cigli, Gabriele D'Annunzio)
Anche Curzio Malaparte fu ospite estivo della Villa Le Sacca durante il periodo passato come convittore al Cicognini di Prato. Alunno fra i migliori e poi studente ginnasiale fino a quando
(Lettere all'Amico Cav. Oggioni, Curzio Malaparte)
scrive Curzio Malaparte al Cav. Oggioni nell'Aprile 1950 da Capri.
(Mamma marcia, Curzio Malaparte)
(La pelle, Curzio Malaparte)
La Villa le Sacca ospitò i convittori fino agli anni 1941-42. 
Dopo la guerra, per alcuni anni, le sue camerate alloggiarono gli “sfollati”, persone che nella guerra avevano perduto case e beni.

## La storia del polittico di Andrea di Giusto

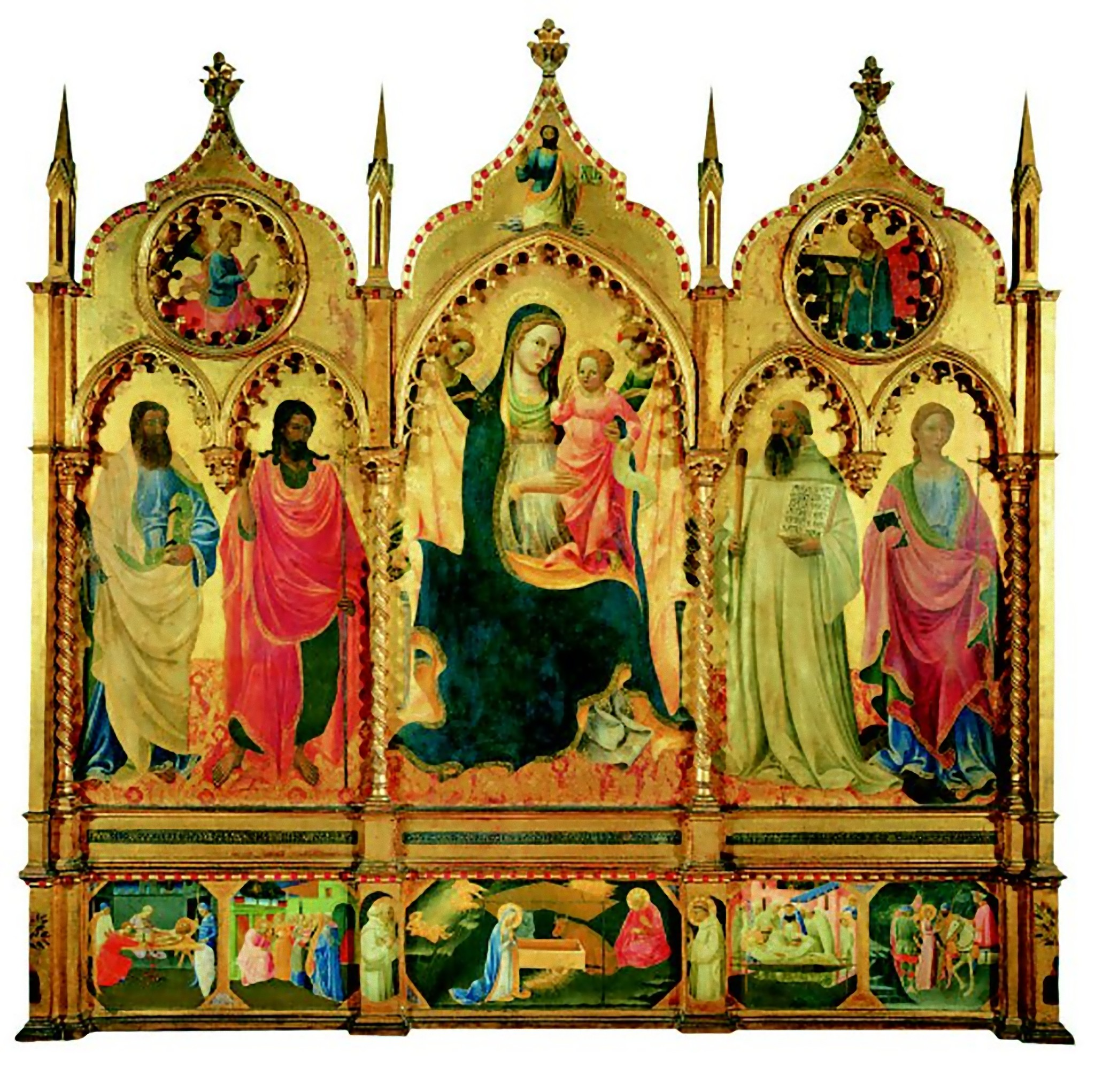
Andrea di Giusto, Madonna col Bambino tra i santi Bartolomeo, Giovanni Battista, Benedetto e Margherita; Annunciazione; predella con Storie dei Santi; Natività. Proveniente dal complesso de Le Sacca, oggi conservato nel Museo di Palazzo Pretorio di Prato

Il Polittico, che misura cm 230 x 245, era destinato a un altare della chiesa del monastero fu commissionato nel 1428 ad Andrea di Giusto Manzini e terminato nel 1435.
Dalla Badia Olivetana di San Bartolomeo alle Sacca passò nel 1775, al tempo delle soppressioni ricciane, al Collegio Cicognini; nel 1850 fu segnalato da Cesare Guasti e da Gaetano Milanesi; fu acquistato dal Comune nel 1870 per lire 1500 con la perizia del restauratore Emilio Burci di Pistoia.
La tavola raffigura la Madonna col Bambino e due angeli fra i san Bartolomeo, san Giovanni Battista, san Benedetto e santa Margherita. Un monte con un ramoscello di olivo è dipinto sui pilastri laterali della predella ricorda l'antica committenza olivetana.
Le tecniche e i materiali preziosi, dall'azzurro oltremarino all'azzurro della Magna, all'oro graffito, brunito e granito, alle splendenti lacche rosse testimoniano l'importanza che il monastero rivestiva al tempo.
Attualmente è esposto nella sala dei polittici del Museo di Palazzo Pretorio (inv. Museo Civico n. 1310).

## Storia recente, degrado e abbandono

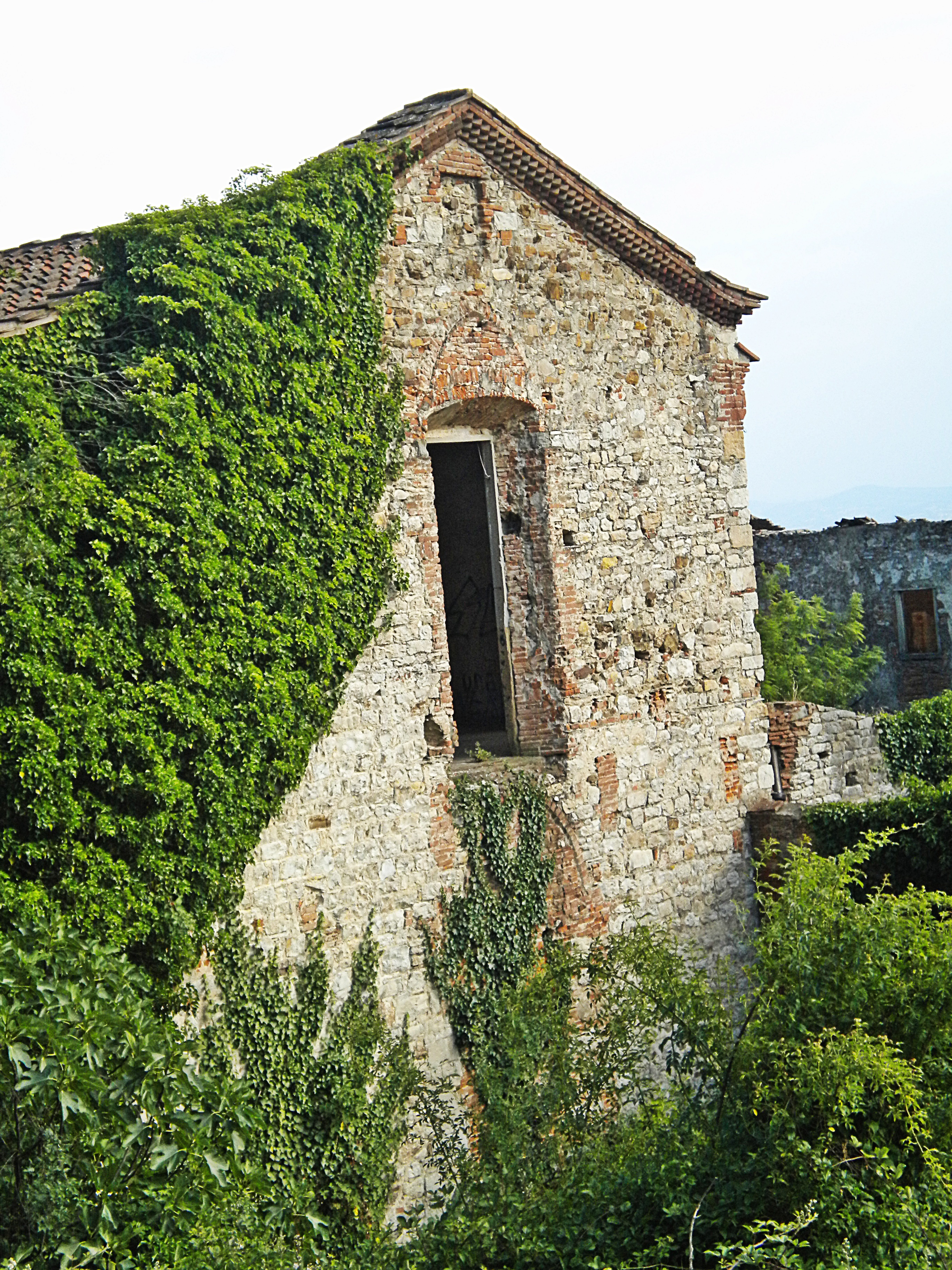
veduta esterna dei ruderi della chiesa

Nel 1965 la Villa le Sacca ha urgenti necessità di lavori di restauro dopo che ha cessato di essere utilizzata anche dal Collegio Cicognini.
Nel 1966 il Rettore del Collegio Cicognini richiede l'autorizzazione al Ministero della Pubblica Istruzione per l'alienazione della Villa, che viene concessa il 24 marzo 1967; la Villa viene in seguito abbandonata. Nel 1976 una serie di atti vandalici distrugge varie parti dell'edificio, che «...si sta degradando notevolmente».
Negli ultimi anni il tetto è in gran parte crollato, come quasi la totalità dei solai, non resta all'interno nessun elemento architettonico di pregio e gli affreschi sono oramai caduti.